# Anshelm Schultzberg
Anshelm Leonard Schultzberg (født 28. september 1862 i Falun; død 27. februar 1945) var en svensk kunstmaler.
Schultzberg studerede i Stockholm på den tekniske skole og 1881 hos Edvard Perséus og 1882-86 ved Konstakademien. 1886 blev maleriet Höstlandskap tildelt den kongelige medalje, hvorefter Schultzberg som akademiets stipendiat kunne rejse, og han tilbragte 1889-90 i Frankrig og 1891-92 i Italien (Napoli).
Schultzberg har beskæftiget sig med udenlandske motiver (fra Frankrig, Korsika, Italien) og svenske motiver fra blandt andet Dalarna og Bergslagen).
Særlig opmærksomhed vakte et par store, solrige vinterbilleder fra Dalarna – et fra 1888, på 'Københavns Museum', et andet fra 1893 på Nationalmuseum).
Blandt hans andre værker er Skogsväg i höststämning og Ekbacke (begge i Göteborg), Mot kvällen, motiver fra Picardie, Höstdag vid Grez (omkring 1890), Italienska landskap fra 1891, Valborgsmässoafton i Bergslagen (1897, Nationalmuseum), Bergsmansgård (1900), Vinterskymning (Göteborgs museum, indkøbt 1902), Midvinter (1902, i statens eje, Riksdagshuset), Milan (1904), Juninatt (1906, galleriet i Saint Louis), Vinterafton i skogen (Budapests galleri, indkøbt 1906), Aprilkväll vid en fäbodvall (1909, 'Aprilaften på sæteren').
Schultzberg modtog medaljer i Paris i 1889 og i Chicago i 1893, og han blev tildelt en medalje på verdensudstillingen i Saint Louis i 1904 for tilrettelæggelsen af den svenske udstilling. Schultzberg har flere gange været kommissær for den svenske kunstafdeling ved internationale udstillinger, herunder i Rom i 1911 og i San Francisco i 1915. Han blev medlem af kunstakademiet i 1900.
Schultzberg er repræsenteret på blandt andet Göteborgs konstmuseum, Norrköpings konstmuseum, Nationalmuseum i Stockholm og Kalmar konstmuseum.
| - Rivningen av gamla Barnhuset', 1886 - Lantgård, Capri, 1891 - Flicka på äng, 1893 - Gavinana, 1911, middelalderlandsby i Toscana |

| - Vinterlandskaber - Vinterafton i Filipstads bergslag, 1917 - Fjällby i kvällssol (ukendt år) - Vinteraften i Dalarna (ukendt år) |